# Nicholas Metropolis
Nicholas Metropolis (gr. Νικόλαος Μητρόπουλος; ur. 11 czerwca 1915 w Chicago, zm. 17 października 1999 w Los Alamos) – amerykański fizyk pochodzenia greckiego, jeden z pierwszych pracowników Los Alamos National Laboratory, członek Projektu Manhattan i współtwórca metody Monte Carlo.

## Życiorys

### Wczesne życie i wykształcenie
Uzyskał wykształcenie na Uniwersytecie Chicagowskim w dziedzinie fizyki chemicznej (BS 1936, PhD 1941), broniąc doktorat The structure of electronic bands of polyatomic molecules: II. Vibrational analysis of the absorption system of sulphur dioxide of λ3400–2600 pod kierunkiem Roberta Mullikena.

### Praca zawodowa
Po ukończeniu nauki pozostał na uczelni w Chicago, gdzie pracował z Jamesem Franckiem. Miał tam także kontakt m.in. z Enrico Fermim i Edwardem Tellerem, którzy projektowali i badali wówczas działanie pierwszego reaktora jądrowego Chicago Pile-1. Te zajęcia przerwała jednak mobilizacja wojenna.

#### Projekt Manhattan
Metropolis, Fermi i Teller znajdowali się wśród pierwszej grupy 50 naukowców zatrudnionych przez Roberta Oppenheimera do Projektu Manhattan w momencie otwarcia Laboratorium Los Alamos około kwietnia 1943. Zajmował się tam zarządzaniem obliczeniami i naprawą maszyn liczących. Podobnie jak Enrico Fermi, John von Neumann, Stanisław Ulam i inni, szybko zdał sobie sprawę z potencjału, jaki oferował wykorzystywany w projekcie komputer ENIAC.

#### Metoda Monte Carlo i komputery MANIAC
Po II wojnie światowej powrócił na trzy lata do pracy akademickiej w Chicago, kontynuując pomaganie w pracach nad komputerem ENIAC; w 1948 przeniósł się ponownie do Los Alamos, tym razem jako kierownik działu teoretycznego poświęconego projektowi i budowie komputerów MANIAC I (1952) i MANIAC II (1957). Według jego relacji, wybrał te skróty mając nadzieję na zahamowanie tego stylu nazewnictwa wczesnych komputerów, ale jak oceniał później z niezadowoleniem, przyniosło to przeciwny rezultat.
Kierowana przez Metropolisa grupa badaczy obejmująca von Neumanna, Ulama oraz Marshalla i Ariannę Rosenbluth rozwijała wówczas stosowaną już w czasie wojny probabilistyczną technikę umożliwiającą przybliżone rozwiązywanie problemów matematycznych, które są niepraktyczne lub niemożliwe do obliczenia analitycznego. Nicholas nazwał to podejście metodą Monte Carlo, inspirując się anegdotami współpracownika o kasynach Monte Carlo. Wszystkie metody Monte Carlo opierają się na wielokrotnym losowaniu prób – co stało się wydajne dzięki budowie komputerów – i używaniu ich jako prostej podstawy do dowolnie dokładnego obliczenia poszukiwanej własności badanej funkcji. Opublikowany w 1953 opis ich techniki uogólniła publikacja Hastingsa w 1970, w związku z czym ta jej postać jest obecnie znana jako algorytm Metropolisa-Hastingsa, i zalicza się ją do technik próbkowania Monte Carlo łańcuchami Markowa. Prace te zainspirowały rozwój wielu podobnych klas metod.

### Życie prywatne
Miał dwie córki i syna. Do późnego wieku miał aktywnie uprawiać tenis i narciarstwo. Wystąpił w filmie Mężowie i żony (1992) Woody’ego Allena w roli naukowca. Zmarł 17 października 1999 w Los Alamos, dożywszy 84 lat.

## Wyróżnienia
Odebrał Computer Pioneer Award IEEE, został także uhonorowany członkostwem w szeregu towarzystw naukowych, takich jak Amerykańska Akademia Sztuk i Nauk, czy Amerykańskie Towarzystwo Matematyczne, i tytułem Fellow American Physical Society, które nazwało na jego cześć nagrodę dla najlepszych prac doktoranckich w dziedzinie fizyki komputerowej.
Według jednego źródła, miał być także osobą, która zasugerowała pochodzące z języka greckiego nazwy dla pierwiastków technetu i astatu ich odkrywcy, Emilio Segrè.